# Palpita inconspicua
Palpita inconspicua là một loài bướm đêm trong họ Crambidae.